# 6606-os mellékút (Magyarország)
A 6606-os számú mellékút egy bő másfél kilométer hosszú, négy számjegyű országos közút Baranya vármegyében. Korábban a 67-es főút része volt, annak Boldogasszonyfán átvezető szakaszaként; az itteni elkerülő átadása után sorolták vissza négy számjegyű mellékúttá.

## Nyomvonala
A 67-es főútból ágazik ki, nem sokkal annak 16+400-as kilométerszelvénye előtt, Boldogasszonyfa lakott területének déli részén. Észak-északnyugat felé indul a falu házai között, települési neve Kossuth Lajos utca. Végighalad a község lakott területén, majd nagyjából az 1+250-es kilométerszelvénye után kilép a belterületről. A községtől északra torkollik vissza a 67-es főútba, annak 17+750-es kilométerszelvényénél.
Teljes hossza, az országos közutak térképes nyilvántartását szolgáló kira.gov.hu adatbázisa szerint 1,583 kilométer.

## Története
1934-ben a kereskedelem- és közlekedésügyi miniszter 70 846/1934. számú rendelete harmadrendű főúttá nyilvánította, a Szigetvár-Kaposvár közti 644-es főút részeként.
A Cartographia 1970-es kiadású Magyarország autótérképe még úgy tüntette fel a 67-es főutat, mint ami keresztülhalad Boldogasszonyfa községen, az 1990-es kiadású Magyarország autóatlasza viszont már szerepelteti az elkerülő nyomvonalat, utóbbinak így a két időpont között kellett kilpülnie. A két végpontnál megmaradt kisebb, többé-kevésbé funkciótlanná vált útdarabok jelenleg is tanúsítják, hogy egykor ez az útvonal a főúthoz tartozott, továbbá a község 2017-ben elkészült településarculati kézikönyve is igazolja, hogy a keleti elkerülő út elkészülte előtt a községi főutca a részét képezte a térségen átvezető főútnak, de az nem derül ki a dokumentumból, hogy az elkerülő átadása mikor történt meg.